# Паниашковцы
Паниашковцы — мистическая христианская секта, существовавшая в России в XIX — начале XX веков.

## История
Основана в конце 1880-х годов крестьянином Самарской губернии Алексеем Гавриловым по прозвищу Паниашка, принявшим схиму на Афоне. В 1895 году Паниашка умер и был провозглашён святым своими последователями. В 1913 году С. В. Булгаков писал о секте как о ещё существующей. Данных о существовании секты в советское время нет.

## Учение
В основе учения секты лежала гностическая идея о том, что плоть есть греховное начало, поэтому удовлетворение потребностей человека в пище, питье, одежде и т. д. является служением бесу. Поскольку совсем обойтись без этого невозможно, необходимо свести свои потребности к минимуму и удовлетворять их, выражая презрение к бесу, который находится внутри человека.
Во время еды и питья паниашковцы приговаривали: «на, бес!» То же самое произносилось при выпечке хлеба, при наливании воды для питья, при отправлении естественных потребностей и т. д. Для «замора плоти» члены секты время от времени предавались разврату. Паниашковцы старались как можно реже менять одежду, не мылись и не причёсывались. Посты ими не признавались, поскольку, как утверждали члены секты, «бесу всё равно, что бы ему ни трескать».
В связи с представлением о том, что тело человека является местом пребывания злого духа, у паниашковцев существовал обычай после еды громко выпускать газы, после чего плевать на пол со словами: «прекорил проклятого беса». Считалось, что таким образом бес выходит из тела и человек на какое-то время становится святым.
Наиболее преданные последователи Паниашки жили единой коммуной с общей собственностью. Алексей Паниашка умер в 1895 г. Его последователи провозгласили его святым и верили, что он скоро воскреснет.
Примечательно, что члены секты формально не порывали с Православной Церковью, хотя в их учении и практике от православия уже практически ничего не оставалось.